# Krasne (Bolhrad)
Krasne (ukrainisch Красне; russisch Красное Krasnoje, rumänisch Crasna; deutsch Krasna)
ist ein Dorf in der ukrainischen Oblast Odessa mit etwa 1300 Einwohnern.

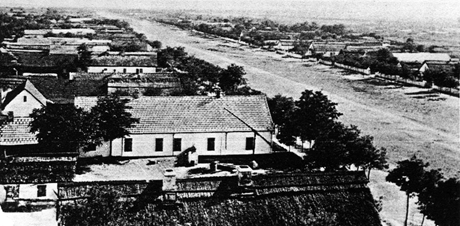
Hauptstraße von Krasna, 1938

## Geschichte
Der Ort liegt in der historischen Landschaft Bessarabien. Das Gebiet von Bessarabien kam 1812 im Frieden von Bukarest vom osmanischen Vasallenstaat Fürstentum Moldau zusammen mit dem Budschak an das Russische Kaiserreich. Die Neuerwerbung wurde als Kolonisationsgebiet behandelt und zunächst dem Generalgouverneur von Neurussland zugeordnet. Zar Alexander I. rief in einem Manifest von 1813 deutsche Kolonisten ins Land, um die neu gewonnenen Steppengebiete in Neurussland zu kolonisieren. Hier gründeten 1814 deutsche Auswanderer aus dem Herzogtum Warschau Krasna. Der Ort gehört zu den 24 bessarabiendeutschen Mutterkolonien. Sie wurden von Einwanderern gegründet, während Tochterkolonien später von Bewohnern der Mutterkolonien gegründet wurden.
Anfangs wurde die Kolonie mit der Nummer des Landstücks im Gesamtplan der Landvermessung bezeichnet, auf dem sie lagen. Krasna war Steppe Nr. 7, oft auch als Colonia Catholica bezeichnet. Ab Juli 1817 ergibt sich aus Taufbucheintragungen Krasnas die Bezeichnung Konstantinovskaya/Konstantinschutz. Ab November 1817 erhielt das Dorf, in Erinnerung an den Sieg russischer Truppen über die Franzosen in der Schlacht bei Krasnoje, den Ortsnamen Krasna bzw. Krasne.
Nach der sowjetischen Besetzung Bessarabiens im Sommer 1940, gedeckt vom Hitler-Stalin-Pakt, schlossen sich die bessarabiendeutschen Ortsbewohner im Herbst 1940 der Umsiedlung ins Deutsche Reich unter dem Motto Heim ins Reich an.
| Staatliche Zugehörigkeit                        | Staatliche Zugehörigkeit |
| ----------------------------------------------- | ------------------------ |
| Russisches Kaiserreich                          | 1814–1917                |
| Moldauische Demokratische Republik              | 1917–1918                |
| Königreich Rumänien                             | 1918–1940                |
| Ukrainische SSR, Sowjetunion                    | 1940–1941                |
| Königreich Rumänien, Reichskommissariat Ukraine | 1941–1944                |
| Ukrainische SSR, Sowjetunion                    | 1944–1991                |
| Ukraine                                         | seit 1991                |

## Geografie
Das Dorf liegt im Norden des Rajon Bolhrad am Ufer des Kohylnyk. Seit dem 15. Januar 1937 besitzt die Ortschaft eine Bahnstation (damals Ciuleni genannt) an der Bahnstrecke Odessa–Basarabeasca.
Durch die 10 km südöstlich liegende Siedlung städtischen Typs Tarutyne verläuft die Territorialstraße T–16–27.

## Gemeinde
Krasne war die einzige Ortschaft der gleichnamigen, 67,26 km² großen Landratsgemeinde im Rajon Bolhrad (vor der Verwaltungsreform vom 16. Juli 2020 in Rajon Tarutyne).
Mit der Gemeindereform vom 17. Juli 2020 wurde Krasna und 15 weitere Dörfer Bestandteil 
der Landgemeinde Tarutyne (ukrainisch: Тарутинский поселковый совет).

## Söhne und Töchter der Ortschaft
- Johann Furch (1890–1930), katholischer Priester und Opfer des Stalinismus
- Theobald Kopp (1892–1943), katholischer Priester und Opfer des Stalinismus